# Dietrich Voelker
Dietrich H. Voelker (* 8. November 1911 in Berlin; † 31. August 1999 in Teneriffa) war ein deutscher Mathematiker und Professor.

## Leben
Dietrich Voelker, Sohn des Postpräsidenten Heinrich Voelker, besuchte das Humanistische Gymnasium in Karlsruhe. An der dortigen Universität studierte er anschließend Mathematik und wurde  Mitglied der Burschenschaft Teutonia. Im November 1935 legte er sein wissenschaftliches Lehramtsstaatsexamen ab, anschließend war er Studienreferendar an der Helmholtz-Oberrealschule Karlsruhe. Im Mai 1937 legte er sein pädagogisches Examen ab und wurde danach Studienassessor im badischen Schuldienst. 1938 wurde Voelker wissenschaftlicher Assistent am Mathematik-Institut der Albert-Ludwigs-Universität Freiburg. 1939 schloss er das Rigorosum und ein Jahr später die Promotion ab.
Während des Zweiten Weltkrieges unternahm Voelker mathematische Prüfungen für die Firma Messerschmitt. Er siedelte nach Buenos Aires um und war von 1949 bis 1950 mathematischer Assessor in der Militärindustrie. Danach wurde er Professor und Dekan der Fakultät für Mathematik und Physik an der Universität in San Luis. Später wurde Voelker Professor an der Clarkson University in Potsdam (New York).
Voelker war bekannt für seine Beiträge im Gebiet der Integraltransformationen. Sein wichtigstes Werk ist Die zweidimensionale Laplace-Transformation (1950). Des Weiteren war er Mitglied der Deutschen Mathematiker-Vereinigung, der Unión Matemática Argentina und der American Mathematical Society.